# 제드워드
제드워드(Jedward)는 아일랜드의 남성 팝 듀오로, 일란성 쌍둥이 형제인 존 그라임스(John Grimes)와 에드워드 그라임스(Edward Grimes)로 이루어져 있다. 2009년 영국 《엑스팩터》 시즌6에 존 & 에드워드(John & Edward)라는 이름으로 참가하였다. 2차례의 유로비전 송 콘테스트(2011, 2012)에서 아일랜드대표로 참가했다.

## 생애
존 폴 헨리 대니얼 리처드 그라임스(John Paul Henry Daniel Richard Grimes)와 에드워드 피터 앤서니 케빈 패트릭 그라임스(Edward Peter Anthony Kevin Patrick Grimes)는 일란성 쌍둥이 형제로, 1991년 10월 16일 더블린에서 태어났다.

## 디스코그래피
스튜디오 음반
- Planet Jedward (2010)
- Victory (2011)
- Young Love (2012)